# Telefono rosa
L'Associazione Volontarie del Telefono Rosa o semplicemente Telefono Rosa è un'associazione di volontariato fondata il 1 febbraio 1988 dalla giornalista Giuliana Massari Dal Pozzo per aiutare le donne vittime di violenza e di maltrattamenti. La presidente è Maria Gabriella Carnieri Moscatelli.

## Storia
L'associazione si occupa di prevenire, segnalare e offrire supporto alle donne che subiscono stalking e violenze fisiche o psicologiche, per aiutarle a uscire allo scoperto e chiedere aiuto. 
Con sette sedi operative in alcune Regioni d'Italia, dal 2012-2020, l'associazione ha gestito il numero gratuito di servizio pubblico antiviolenza e stalking 1522 - attivo dall'8 marzo 2006, 24 ore su 24, promosso dal Dipartimento per le pari opportunità dalla Presidenza del Consiglio dei ministri. Associazione mette a disposizione un servizio legale e medico per le vittime di violenza.
Nei primi dieci mesi del 2017 sono state fatte 26.481 chiamate al numero verde 1522, per l'84% da donne italiane (con figli nel 70% dei casi). Delle 26.000 chiamate, oltre quattromila sono state fatte da donne vittime di violenza e 630 sono arrivate per denunciare casi di stalking .
Nel 2018, in occasione della giornata internazionale per l'eliminazione della violenza contro le donne, il Telefono rosa ha ospitato il premio Nobel per la pace Leymah Gbowee, in un incontro con 800 studenti delle scuole del Lazio presso il Teatro Quirino.

Il grafico mostra l'andamento e le ragioni principali delle chiamate al telefono rosa nazionale italiano 1522, dal 2018 alla prima metà del 2024.